# Sweet People

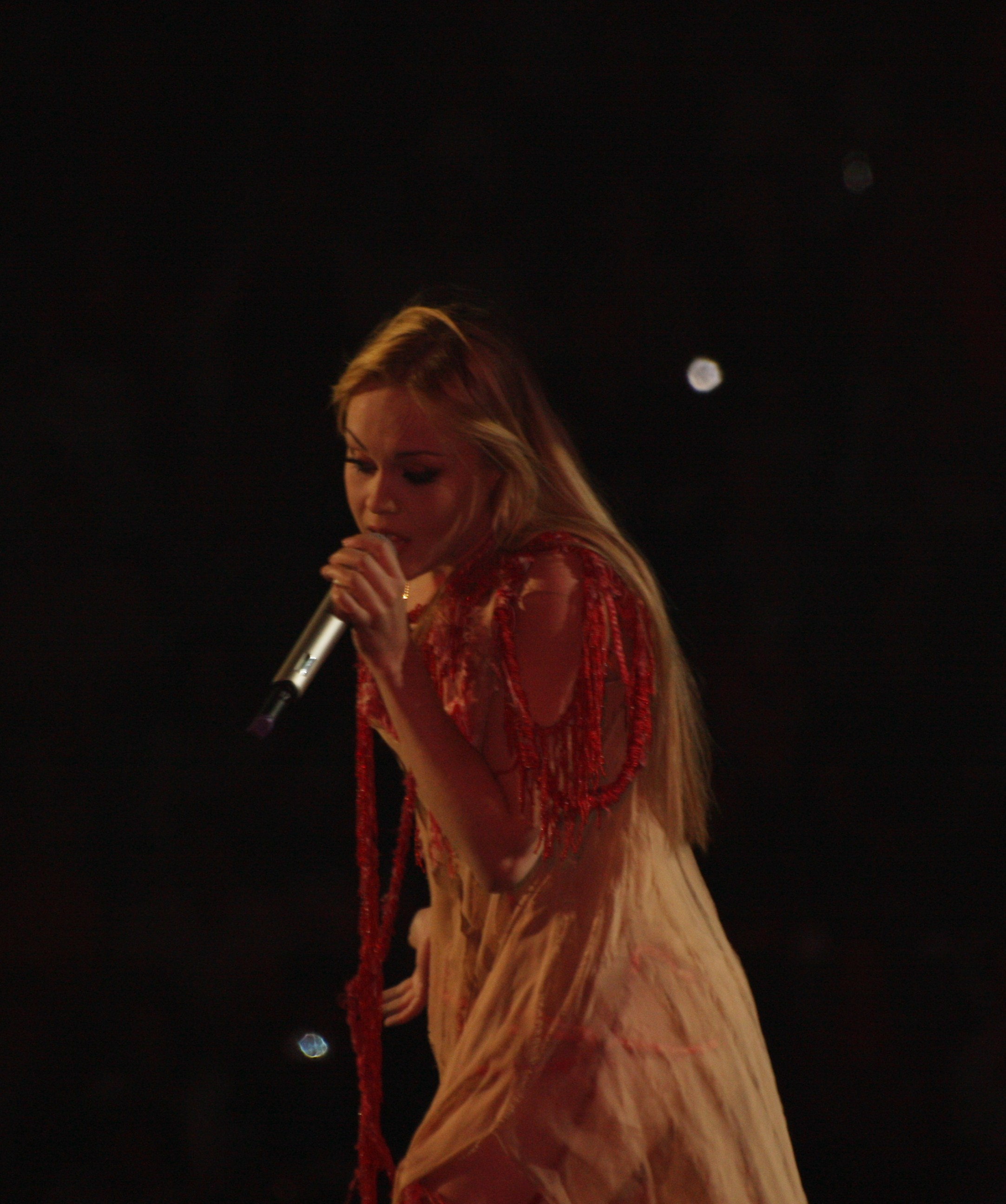
Wykonanie piosenki w trakcie Eurowizji (2010).

Sweet People – utwór ukraińskiej piosenkarki Ołeny „Aloszy” Kuczer wydany w formie singla w 2010 roku. Utwór napisali Kuczer, Borys Kukoba i Wadim Lisica.
Jak tłumaczyła Alosza, tekst utworu nawiązywał do problemu z brakiem odpowiedniej ochrony środowiska i opowiadał o „ratowaniu planety”. Teledysk do piosenki został nakręcony w Prypeci niedaleko Czarnobylu, miejscu katastrofy elektrowni jądrowej z 26 kwietnia 1986 roku. Reżyserem klipu został Wiktor Skuratowski.
W 2010 roku utwór reprezentował Ukrainę w 55. Konkursie Piosenki Eurowizji organizowanym w Oslo. 27 maja utwór został zaprezentowany przez piosenkarkę w drugim półfinale konkursu i z siódmego miejsca awansował do finału. W koncercie finałowym, odbywającym się 29 maja, zajął dziesiąte miejsce z wynikiem 108 punktów.

## Lista utworów
Digital download
1. „Sweet People” – 3:00

## Notowania na listach przebojów
| Kraj       | Lista (2010)    | Najwyższe miejsce |
| ---------- | --------------- | ----------------- |
| Szwajcaria | Singles Top 100 | 73                |